# Lidija Sičennikova
Lidija Juriïvna Sičennikova (in ucraino Лі́дія Ю́ріївна Січе́ннікова?; in russo Лидия Юрьевна Сиченикова?, Lidija Jur'evna Sičenikova; Černivci, 3 febbraio 1993) è un'arciera ucraina.

## Palmarès
- Giochi europei

Baku 2015: bronzo nella gara a squadre mista e nella gara a squadre.